# Melville (Rhode Island)
Melville is een plaats (census-designated place) in de Amerikaanse staat Rhode Island, en valt bestuurlijk gezien onder Newport County.

## Demografie
Bij de volkstelling in 2000 werd het aantal inwoners vastgesteld op 2325.

## Geografie
Volgens het United States Census Bureau beslaat de plaats een oppervlakte van 13,1 km², waarvan 5,6 km² land en 7,5 km² water.

## Plaatsen in de nabije omgeving
De onderstaande figuur toont nabijgelegen plaatsen in een straal van 20 km rond Melville.